# エンリケ航海王子勲章
エンリケ航海王子勲章（エンリケこうかいおうじくんしょう、ポルトガル語: Ordem do Infante Dom Henrique、和訳: エンリケ王子勲章）は、ポルトガルの騎士団勲章の一つである。1960年6月2日に、ポルトガル王ジョアン1世とフィリパ・デ・レンカストレの五男であるエンリケ航海王子の没後500周年を記念して創設された。1962年と1980年に改編がなされている。
塔と剣勲章、キリスト騎士団、アヴィス騎士団、聖ヤコブ帯剣騎士団に次ぐ5番目の勲位である。称号はポルトガルに関連する活動とポルトガルの文化、歴史、価値（特に海運史に注目したもの）の振興に関する活動に対して授与される。それぞれの階級の団員の数は憲法によって制限されており、称号は騎士団のグランドマスター、すなわちポルトガル共和国大統領による特別の法令に帰する。

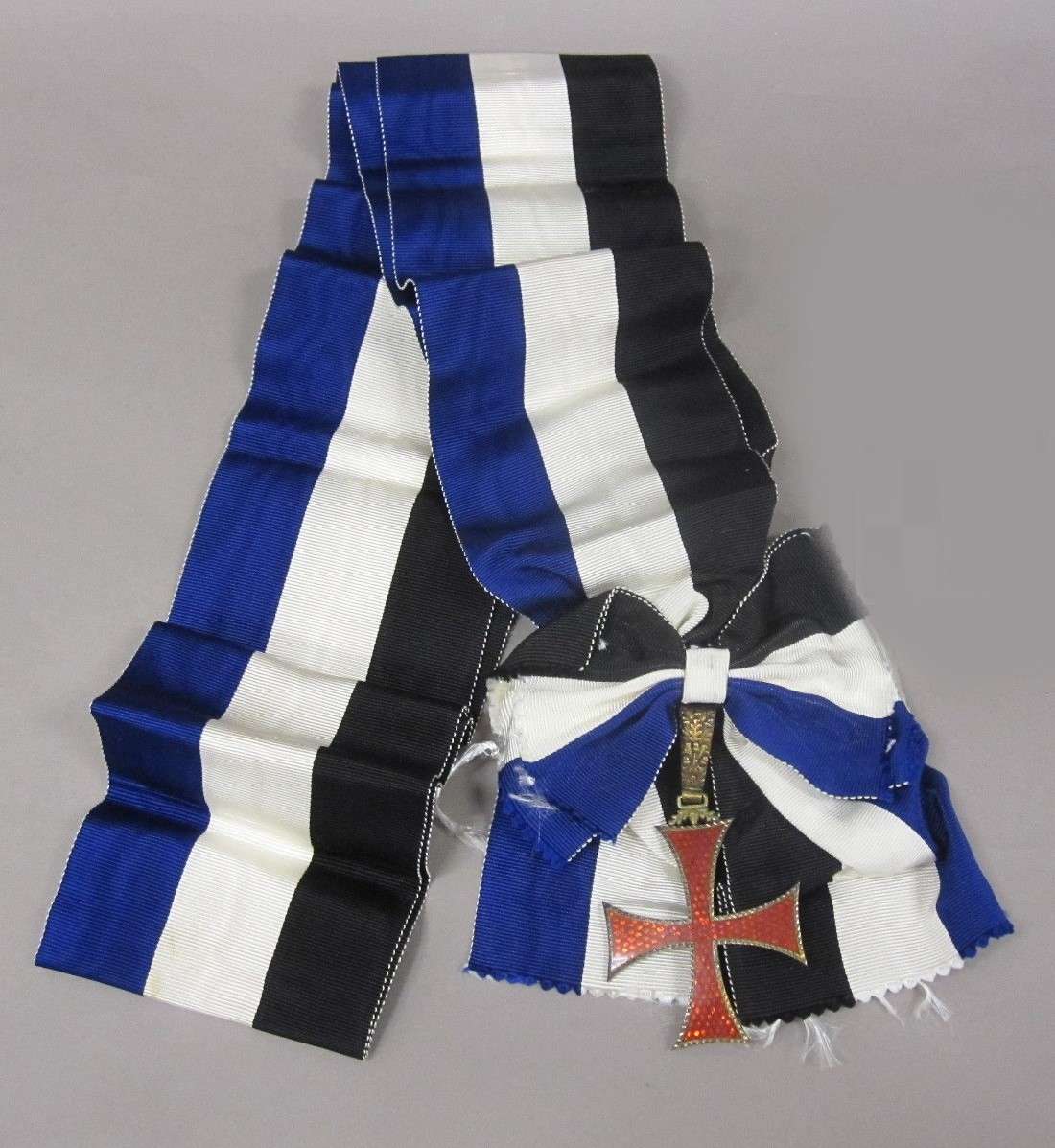
エンリケ航海王子勲章

## 階級
- 大綬 (Grande Colar - GColIH)
- 大十字  (Grã-Cruz - GCIH)
- 上級士官 (Grande-Oficial - GOIH)
- 司令官 (Comendador - ComIH)
- 士官 (Oficial - OIH)
- 騎士/女騎士 (Cavaleiro / Dama - CavIH / DamIH)

また、下位のメダルとして銀章 (Medalha de Prata - MedPIH) と金章 (Medalha de Ouro - MedOIH) も存在する。
綬および章は青色、白色、黒色の等幅の縞（平行あるいは垂直）とルビー色で絵付けされた金のエルサレム十字によって特徴付けられている。大将校および大十字章の星章には「Talant de bien faire」の銘がある。
勲章は、大統領自身による主導や大臣の推薦、騎士団評議会の推薦によって許可される。

## 2017年12月現在の大綬章受勲者
| 名前                                             | 職業あるいは称号                       | 日付               |
| ジュセリーノ・クビチェック                       | ブラジル大統領                         | 1960年10月20日     |
| ウンベルト・デ・アレンカール・カステロ・ブランコ | ブラジル大統領                         | July 21, 1965      |
| モハンマド・レザー・パフラヴィー                 | イランのシャー                         | July 27, 1967      |
| アナスタシオ・ソモサ・デバイレ                   | ニカラグア大統領                       | February 19, 1968  |
| フィリップ王配                                   | エディンバラ公                         | May 31, 1973       |
| エレナ・チャウシェスク                           | ルーマニア社会主義共和国大統領夫人     | June 12, 1975      |
| エドヴァルト・ギエレク                           | ポーランド統一労働者党第一書記         | March 13, 1976     |
| ヘンリック・ヤブウォンスキ                       | ポーランド人民共和国国家評議会議長     | March 13, 1976     |
| ピョトル・ヤロシェヴィチ                         | ポーランド人民共和国首相               | March 13, 1976     |
| ヨシップ・ブロズ・チトー                         | ユーゴスラビア大統領                   | April 2, 1978      |
| フアン・カルロス1世                              | スペイン国王                           | April 17, 1978     |
| ヴァレリー・ジスカール・デスタン                 | フランス共和国大統領                   | October 21, 1978   |
| エルネスト・ガイゼル                             | ブラジル大統領                         | February 13, 1979  |
| ロションツィ・パール                             | ハンガリー人民共和国国民議会幹部会議長 | August 14, 1979    |
| トドル・ジフコフ                                 | ブルガリア人民共和国国家評議会議長     | August 21, 1979    |
| ボードゥアン                                     | ベルギー国王                           | August 24, 1982    |
| サモラ・マシェル                                 | モザンビーク大統領                     | August 30, 1982    |
| ホスニー・ムバーラク                             | エジプト・アラブ共和国大統領           | August 19, 1983    |
| アンジェロ・デ・モヤーナ・ディ・コローニャ       | ホスピタル騎士団グランドマスター       | September 2, 1983  |
| フランソワ・ミッテラン                           | フランス共和国大統領                   | September 29, 1983 |
| ルドルフ・キルヒシュレーガー                     | オーストリア大統領                     | April 18, 1984     |
| マルグレーテ2世                                  | デンマーク女王                         | June 20, 1984      |
| ドニ・サスヌゲソ                                 | コンゴ共和国大統領                     | November 24, 1984  |
| モブツ・セセ・セコ                               | ザイール大統領                         | December 12, 1984  |
| ジャン                                           | ルクセンブルク大公                     | January 29, 1985   |
| アリスティデス・ペレイラ                         | カーボベルデ共和国大統領               | January 31, 1986   |
| マヌエル・ピント・ダ・コスタ                     | サントメ・プリンシペ大統領             | January 31, 1986   |
| カール16世グスタフ                               | スウェーデン国王                       | January 13, 1987   |
| ハイメ・ルシンチ                                 | ベネズエラ大統領                       | January 21, 1987   |
| ジョゼ・エドゥアルド・ドス・サントス             | アンゴラ大統領                         | January 25, 1988   |
| ビルヒリオ・バルコ・バルガス                     | コロンビア大統領                       | February 4, 1989   |
| リヒャルト・フォン・ヴァイツゼッカー             | ドイツ連邦大統領                       | June 19, 1989      |
| ロドリーゴ・ボルハ・セバジョス                   | エクアドル大統領                       | March 22, 1990     |
| アンドリュー・バーティ                           | ホスピタル騎士団グランドマスター       | March 22, 1990     |
| フランチェスコ・コッシガ                         | イタリア大統領                         | March 22, 1990     |
| ジョアキン・アルベルト・シサノ                   | モザンビーク大統領                     | April 9, 1990      |
| フリストス・サルゼタキス                         | 元ギリシャ大統領                       | November 12, 1990  |
| シュトラウブ・ブルノー                           | ハンガリー大統領                       | November 12, 1990  |
| ベアトリクス                                     | オランダ女王                           | May 14, 1991       |
| マウノ・コイヴィスト                             | フィンランド大統領                     | April 22, 1992     |
| ハサン2世                                        | モロッコ国王                           | March 26, 1993     |
| ダウダ・ジャワラ                                 | ガンビア大統領                         | October 4, 1993    |
| レフ・ヴァウェンサ                               | ポーランド共和国大統領                 | October 18, 1994   |
| ネルソン・マンデラ                               | 南アフリカ大統領                       | November 20, 1995  |
| フアン・カルロス・ワスモシ                       | パラグアイ大統領                       | December 17, 1995  |
| アレクサンデル・クファシニェフスキ               | ポーランド共和国大統領                 | September 2, 1997  |
| ラファエル・カルデラ                             | ベネズエラ大統領                       | October 17, 1997   |
| レオニード・クチマ                               | ウクライナ大統領                       | April 16, 1998     |
| 上皇明仁                                         | 日本国天皇                             | May 12, 1998       |
| ローマン・ヘルツォーク                           | ドイツ連邦大統領                       | August 13, 1998    |
| エルネスト・セディージョ                         | メキシコ大統領                         | September 30, 1998 |
| ジャック・シラク                                 | フランス共和国大統領                   | February 4, 1999   |
| コンスタンディノス・ステファノプロス             | ギリシャ大統領                         | December 13, 1999  |
| アルベール2世                                    | ベルギー国王                           | December 13, 1999  |
| フェルナンド・エンリケ・カルドーゾ               | ブラジル大統領                         | March 14, 2000     |
| エミル・コンスタンティネスク                     | ルーマニアの大統領                     | March 15, 2000     |
| ミラン・クーチャン                               | スロベニア大統領                       | March 29, 2000     |
| アントニオ・マスカレニャス・モンテイロ           | カーボベルデ大統領                     | June 8, 2000       |
| リカルド・ラゴス                                 | チリ大統領                             | September 26, 2001 |
| ウゴ・チャベス                                   | ベネズエラ大統領                       | November 8, 2001   |
| フェルナンド・デ・ラ・ルア                       | アルゼンチン大統領                     | November 14, 2001  |
| オマール・ボンゴ                                 | ガボン大統領                           | December 17, 2001  |
| カルロ・アツェリオ・チャンピ                     | イタリア大統領                         | January 3, 2002    |
| アルファ・ウマル・コナレ                         | マリ大統領                             | February 27, 2002  |
| ペドロ・ピレス                                   | カーボベルデ大統領                     | April 22, 2002     |
| トーマス・クレスティル                           | オーストリア連邦大統領                 | August 19, 2002    |
| ゲオルギ・パルヴァノフ                           | ブルガリア大統領                       | October 7, 2002    |
| マードル・フェレンツ                             | ハンガリー大統領                       | October 7, 2002    |
| タルヤ・ハロネン                                 | フィンランド大統領                     | October 24, 2002   |
| アブデルアジズ・ブーテフリカ                     | アルジェリア大統領                     | January 14, 2003   |
| ロランダス・パクサス                             | リトアニア大統領                       | May 29, 2003       |
| アルノルド・リューテル                           | エストニア大統領                       | May 29, 2003       |
| ヴァイラ・ヴィーチェ＝フレイベルガ               | ラトビア大統領                         | May 29, 2003       |
| ハーラル5世                                      | ノルウェー国王                         | February 13, 2004  |
| ハインツ・フィッシャー                           | オーストリア連邦大統領                 | January 31, 2005   |
| アンリ                                           | ルクセンブルク大公                     | May 6, 2005        |
| ニカノル・ドゥアルテ                             | パラグアイ大統領                       | September 21, 2005 |
| シャナナ・グスマン                               | 東ティモール大統領                     | February 14, 2006  |
| ヴァルダス・アダムクス                           | リトアニア大統領                       | May 31, 2007       |
| ミシェル・バチェレ                               | チリ大統領                             | November 7, 2007   |
| ジョゼ・ラモス＝ホルタ                           | 東ティモール大統領                     | November 13, 2007  |
| アブドゥッラー2世                                | ヨルダン国王                           | March 5, 2008      |
| レフ・カチンスキ                                 | ポーランド大統領                       | September 1, 2008  |
| エドワルド・フェネク・アダミ                     | マルタ大統領                           | December 11, 2008  |
| ホルスト・ケーラー                               | ドイツ連邦大統領                       | March 2, 2009      |
| ハリーファ・ビン・ハマド・アール＝サーニー       | カタール国アミール                     | April 20, 2009     |
| アブドゥラー・ギュル                             | トルコ共和国大統領                     | May 10, 2009       |
| ブロニスワフ・コモロフスキ                       | ポーランド大統領                       | April 19, 2012     |
| タウル・マタン・ルアク                           | 東ティモール次期大統領                 | May 10, 2012       |
| ジョルジェ・カルロス・フォンセカ                 | カーボベルデ大統領                     | June 11, 2012      |
| フアン・マヌエル・サントス                       | コロンビア大統領                       | November 14, 2012  |
| オジャンタ・ウマラ                               | ペルー大統領                           | November 19, 2012  |
| リカルド・マルティネリ                           | パナマ大統領                           | July 29, 2013      |
| エンリケ・ペーニャ・ニエト                       | メキシコ大統領                         | June 5, 2014       |
| アルマンド・ゲブーザ                             | モザンビーク大統領                     | 2014               |
| アブドルファッターフ・アッ＝シーシー             | エジプト大統領                         | 2016               |
| トミスラヴ・ニコリッチ                           | セルビア大統領                         | January 25, 2017   |
| ウィレム＝アレクサンダー                         | オランダ国王                           | 2017               |
| マクシマ・ソレギエタ                             | オランダ王妃                           | 2017               |